# نابی‌یوو
نابی‌یوو (انگلیسی: Nabiyevo) یک شهرک در شهرستان بورزیانسکی باشقیرستان کشور روسیه است.